# Валад, Эмелин
Эмели́н Вала́д (англ. Aymeline Valade; род. 17 октября 1984, Монпелье) — французская модель и актриса.

## Ранние годы
Эмелин Валад родилась в Монпелье. Её детство прошло в Лионе, Ницце и Париже.
Эмелин было 15 лет, когда, катаясь не скейтборде в Ницце, она привлекла внимание агента по поиску моделей. Однако в то время она не захотела стать моделью и вместо этого поступила в университет на факультет журналистики.
В возрасте 22 лет Эмелин переехала в Париж с целью начать там карьеру модели. В 2009 году она подписала контракт с агентством Women management. Известность пришла к ней после первого участия в неделе моды в 2010 году, где она представила испанский дом Balenciaga.

## Карьера
За свою карьеру модели Эмелин приняла участие более чем в 200 показах мод, представляя Chanel (17 раз), Chloé, Dolce & Gabbana, Emilio Pucci, Louis Vuitton, Marc Jacobs, Marni и Versace.
В 2014 году она сыграла роль Бетти Катру в фильме Бертрана Бонелло «Сен-Лоран. Стиль — это я».

## Фильмография
| Год  | Название                       | Роль                  | Режиссёр        | Примечания             |
| ---- | ------------------------------ | --------------------- | --------------- | ---------------------- |
| 2017 | Валериан и город тысячи планет | император Хабан Лимай | Люк Бессон      | камео                  |
| 2017 | Десять процентов               | саму себя             | Антуан Гарсо    | телесериал (1 эпизод)  |
| 2015 | I Want Your Love               | саму себя             | Ник Найт        |                        |
| 2015 | Друзья                         | женщина на заправке   | Луи Гаррель     | камео                  |
| 2014 | Сен-Лоран. Стиль — это я       | Бетти Катру           | Бертран Бонелло |                        |
| 2013 | Возвращение                    | саму себя             | Карл Лагерфельд | короткометражный фильм |
| 2006 | Сан-Тропе                      | Эмилия                | Алан Смити      | телесериал (1 эпизод)  |
| 2005 | Ривьера                        | ревнивая девушка      | Анн Вийясек     | эпизодическая роль     |